# Paul Dilascia
Paul Dilascia (1959 - 3 september 2008) was een Amerikaanse software-ontwikkelaar, schrijver, webontwikkelaar en journalist en een van de meest gevierde columnisten voor MSDN.
Hij groeide op op Manhattan, waar hij een speciale middelbare school voor slimme kinderen bezocht. Daarna ging hij naar Columbia University en MIT, waar hij een bachelorgraad in wiskunde behaalde. Vervolgens studeerde hij een jaar wiskunde aan Harvard voor een doctoraat. Daar realiseerde hij zich dat het in de wiskunde zeer moeilijk was om iets nuttigs bij te dragen, wat niet het geval was bij het ontwikkelen van software. Op dat moment was het mogelijk op dat gebied meteen bij te dragen.
In 1992 publiceerde hij zijn invloedrijke boek, Windows++, een van de eerste serieuze pogingen om de complexiteit van Windows 3.X in te kapselen door deze complexiteit in te kapselen in C++-klassen.

## Geselecteerd werk
- (en)  Windows++: Writing Reusable Windows Code in C++ (Addison-Wesley, 1992)

## Voetnoten
1. ↑  (en) Matt Pietrek over de dood van Paul Dilascia